# Баш, Хайдар
Хайда́р Баш (тур. Haydar Baş, 28 января 1947, Трабзон — 14 апреля 2020, Трабзон) — турецкий политик, писатель, педагог, экономист. Основатель и глава Независимой партии Турции.

## Биография
Хайдар Баш родился в 1947 году в Трабзоне. В этом турецком городе на берегу Чёрного моря он провел своё детство и школьные годы. Окончив школу, Хайдар Баш поступил в Высший исламский институт при университете «Арджийас» в городе Кайсери и в 1970 году, получив диплом, приступил к научным изысканиям в области гуманитарных наук. Свою диссертацию на соискание ученой степени доктора философских наук профессор Хайдар Баш защитил в Бакинском государственном университете (Азербайджан). Тема его диссертации: «Права человека в Прощальной Проповеди». Он также начал преподавательскую деятельность на факультете «Восточные языки и литература» (отделение «Арабский язык и литература») Бакинского государственного университета. В данном университете он преподавал 13 лет.
Помимо научных изысканий и участия в жизни академического сообщества, Хайдар Баш был писателем, журналистом и успешным предпринимателем в производственной и торговой сферах.
Являлся главой промышленной группы «Баш Ширкатлар Грубу», в которую входят фабрика «Баш Челик», компании «Баш Тиджарат А. Ш.» и «Баш Ысы Санайи».
Основатель и лидер политической партии под названием «Независимой партии Турции».
Президент Международной ассоциации независимой экономики.
Владел французским, арабским, персидским и азербайджанским языками.
Взгляды и тезисы Хайдара Баша стали темой для ряда научных исследований и диссертаций, которые защищались университетах Турции, Европы и США:
- Иллинойский Университет (University of Illinois at Urbana-Champaign);
- Университет Далласа, факультет менеджмента («An Alternative Prescription to the IMF’s Model for Economic Growth in Turkey» («Рецепт экономического роста Турции. Альтернатива модели, предлагаемой МВФ». Даллас-2002);
- Ближневосточный технический университет (Orta Doğu Teknik Üniversitesi, Sociology of Religion Fall Semester, 1993);
- Сакарийский университет (факультет филологии, социологическое отделение, «Идеальный человек в концепции Хайдара Баша и его влияние на общество», 1999);
- Университет Арджийас, теологический факультет;
- Университет Улудаг, теологический факультет.

## Модель национальной экономики
Самым важным результатом научной деятельности Хайдара Баша стала модель национальной экономики (МНЭ), которая видится как альтернативный путь капитализму и путь для освобождения человечества от экономического угнетения. Эта концепция была переведена на английский, немецкий, русский, азербайджанский и персидский языки.
Эта модель в своей основе опирается на механизмы стимулирования потребления, решает задачу обеспечения постоянного экономического роста, справедливого распределения доходов и борьбы с безработицей.
Состоялось семь международных экономических конгрессов, посвященных модели национальной экономики. Первый конгресс прошел в Стамбуле, затем мероприятия проходили в Азербайджане (организатор Государственный Экономический Университет), Германии (организаторы Боннский и Венский университеты) и Турции (трижды в городе Бурса). В ходе этих конгрессов сотни экономистов, ознакомившихся с МНЭ, признали её единственным возможным выходом из кризиса в эпоху заката капитализма. Всего в семи конгрессах приняло участие более 400 ученых из 50 стран.
В ходе конгресса в Азербайджане все его участники единодушно поддержали предложение номинировать автора модели на Нобелевскую премию. МНЭ предлагает решения по основным экономическим вопросам, находящимся на мировой повестке дня, и сегодня более 100 стран частично используют некоторые элементы этой модели.
Сегодня МНЭ наряду с капитализмом и социализмом в научной литературе упоминается в числе тройки основных экономических концепций. На 11 интернет-ресурсах эта модель упоминается в числе самых авторитетных экономических концепций.

## Труды
Хайдар Баш — автор более 40 книг, которые были опубликованы или готовятся к печати, а также 1500 статей. Ряд его книг и статей были переведены на английский, немецкий, русский, азербайджанский и персидский языки и увидели свет во многих странах мира.
Некоторые произведения Хайдар Баша:
- «Модель регионального развития»;
- «Модель национальной экономики»;
- «Национальное и социальное государство»;
- «Прощальная Проповедь и Всеобщая декларация прав человека»;
- «Семья Пророка („Обитатели дома“) — центр единобожия»;
- «Наши старания ради единства и братства».

Хайдар Баш являлся учредителем следующих масс-медиа:
- 6 спутниковых телеканалов (Meltem Tv — Mesaj Tv — Kadırga Tv — Köy Tv — Tv 34 — Tv 99)
- 10 национальных радиостанций
- Учредитель ежедневной газеты «Йени Месадж» (тираж 150 тыс. экземпляров)[7]
- Учредитель ежемесячного журнала «Иджмаль» (тираж 50 тыс. экземпляров)